# Siegfried Kracauer

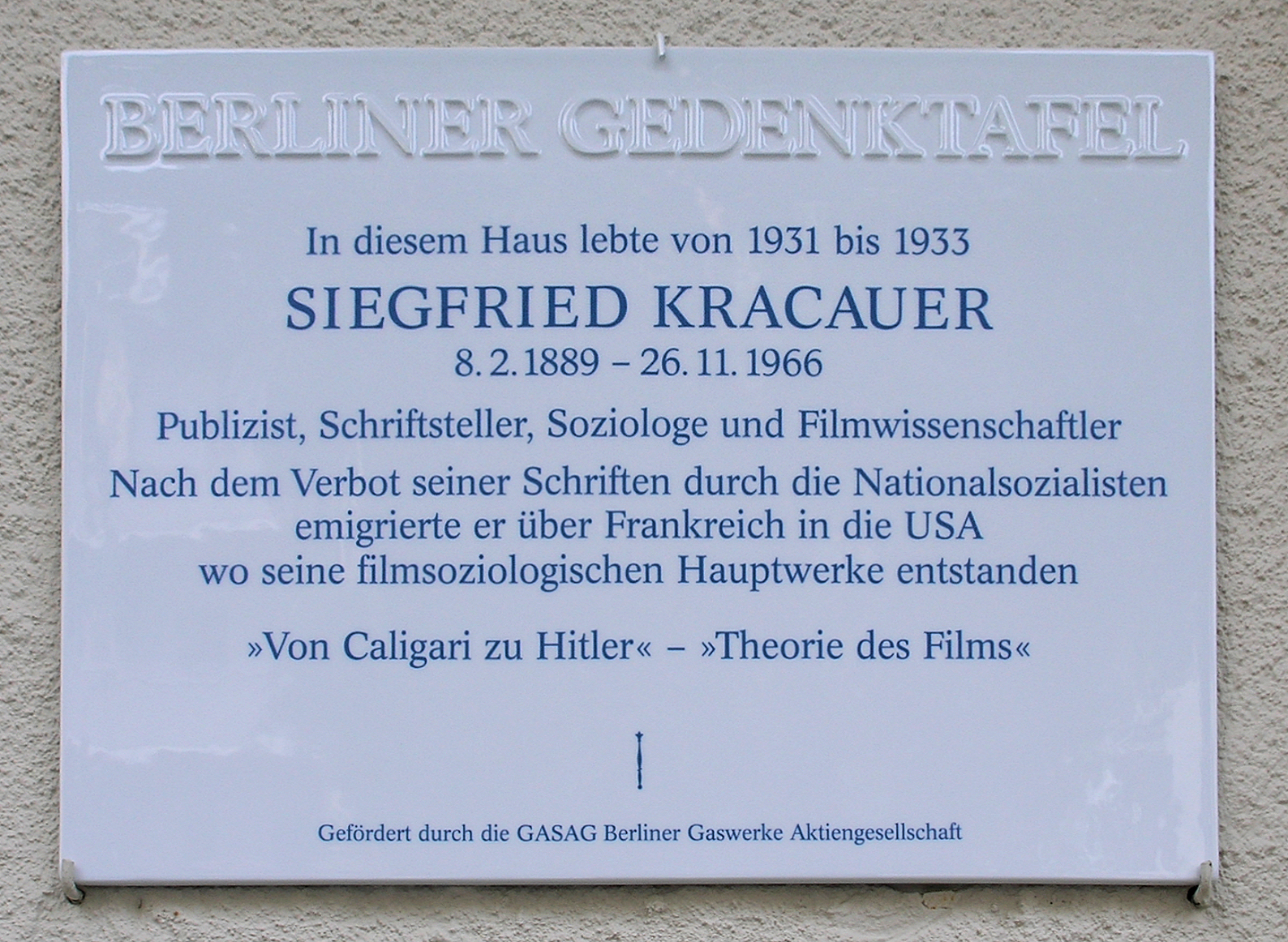
Pamětní deska v Berlíně

Siegfried Kracauer (8. února 1889, Frankfurt nad Mohanem – 26. listopadu 1966, New York) byl německo-americký filmový a kulturní teoretik, sociolog, spisovatel a novinář židovského původu. Byl volně napojený na tzv. Frankfurtskou školu sociální kritiky. Jeho nejslavnější prací jsou dějiny německého filmu, jež vyšly pod názvem From Caligari to Hitler: A Psychological History of the German Film roku 1947.

## Život
Roku 1914 vystudoval architekturu a jako architekt také pracoval do roku 1920. Ke konci první světové války se spřátelil s filozofem Theodorem Adornem, kterého silně ovlivnil. V letech 1922–1933 byl kulturním redaktorem deníku Frankfurter Zeitung. Po nástupu nacistů roku 1933 uprchl do Paříže, po jejím pádu pak roku 1941 do Spojených států amerických. V letech 1941–1943 pracoval v Muzeu moderního umění v New Yorku, roku 1947 nicméně vydal knihu From Caligari to Hitler, která z něj učinila čelného filmového kritika a teoretika. Otevřela mu rovněž cestu do akademického prostředí, působil na Kolumbijské univerzitě, kde mimo jiné zkoumal komunistickou propagandu v zemích východního bloku, včetně Československa. Jeho styl filmového teoretizování byl ovšem často shledáván příliš evropským a komplikovaným, jeho přístup byl doceněn z velké části až posmrtně, zejména po anglickém vydání jeho raných německých textů shromážděných v knize Ornament masy.

## Dílo
V knize From Caligari to Hitler: A Psychological History of the German Film Kracauer usiloval o psychologický pohled na filmové umění, využíval přitom obecně psychoanalytického pojmu „kolektivní podvědomí“, a snažil se ukázat, jak v německém populárním - nikoli propagandistickém - filmu od začátku století až do 30. let vystupovaly na povrch kolektivní touhy a fixní ideje, které umožnily rovněž nástup Hitlera k moci.
V knize Theory of Film: The Redemption of Physical Reality z roku 1960 vyslovil názor, že realismus je ústřední funkcí filmu.
V knize Ornament masy, tedy v souboru textů psaných původně v Německu ve 20. a 30. letech, se věnoval analýzám každodenního života v moderní společnosti. Filozoficky zde hodnotí krom filmu fenomény jako moderní tanec, detektivní romány, reklamní plakáty či turismus. Tento přístup byl později doceněn jako průkopnický v sociologii každodennosti či kulturálních studiích ve 2. polovině 20. století.
V knize Die Angestellten z roku 1930 studoval životní styl nižší střední třídy a předpověděl, že tato vykořeněná skupina bude krom masové kultury též snadnou kořistí pro totalitární doktríny, což se potvrdilo po vítězství nacistů ve 30. letech.
Až posmrtně, roku 1977, byl vydán jeho román Georg.

### České překlady
- Dějiny německého filmu: Od Caligariho k Hitlerovi, Praha, Státní pedagogické nakladatelství 1958.
- Teorie filmu, Praha, Státní pedagogické nakladatelství 1968.
- Ornament masy, Praha, Academia 2008.